# Francesco Roberti
Pour les articles homonymes, voir Roberti.
Francesco Roberti (né le 7 juillet 1889 à Pergola, dans les Marches, Italie, et mort le 16 juillet 1977 à Rome) est un cardinal italien de l'Église catholique du XXe siècle, préfet du tribunal suprême de la Signature apostolique de 1959 à 1969.

## Biographie
Francesco Roberti étudie à Pesaro et à Rome. Après son ordination il fait du travail pastoral dans le diocèse de Rome et il est vice-recteur du petit-séminaire  de Rome. Il exerce des fonctions au sein de la Curie romaine, notamment à la Rote romaine, au  tribunal suprême de la Signature apostolique et à la Congrégation des séminaires et des universités, comme doyen de l'institut pontifical "Utriusque Iuris" puis finalement comme secrétaire de la Congrégation du concile.
Le pape Jean XXIII le crée cardinal lors du consistoire du 15 décembre 1958 avec le titre de cardinal-diacre de Santa Maria in Cosmedin. En 1967, il est élevé dans l'ordre des cardinaux-prêtres et reçoit le titre de Ss. XII Apostoli.
Il est nommé préfet du tribunal suprême de la Signature apostolique le 14 novembre 1959, charge qu'il conserve jusqu'en 1969 lorsqu'il se retire peu avant ses 80 ans. 
Il participe au conclave de 1963, lors duquel Paul VI est élu et assiste au IIe concile du Vatican en 1962-1965. 